# Васкрсије М. Обрадовић
Васкрсије М. Обрадовић (Омарска, 1887 – 9. август 1920. Бањица) био је српски учитељ, пјесник, национални радник и члан Младе Босне.

## Биографија
Основну школу завршио је у Приједору и Бањалуци, гимназију у Тузли, а учитељску школу у Сремским Карловцима. Добитник је стипендије СКПД "Просвјета" у школској 1903/1904. години за Реалку у Бања Луци.
Прво своје учитељско мјесто добио је у школи у Међеђи 1910. Већ 1912. написао је драму "Кмет - трагична слика из Босанске Крајине" која је штампана у штампарији М. Млађана у Новој Градишци, уз много цензуре и заплијене. Истовремено је "Кмет" штампан и у Сарајеву, у социјалистичком листу "Глас слободе". Прво извођење ове драме, у корист школе у Међеђи, требало је бити на Сретење 1912. у школи у Међеђи, али је котарски предстојник забранио њено играње и казнио учитеља Обрадовића глобом од 2000 круна. Ово није био први пут да се Обрадовић због свог родољубља нашао на удару аустроугарске власти. Неколико пута је хапшен и изложен физичкој тортури у затворима у Бихаћу, Приједору, Бањалуци, Тузли и Сарајеву, посебно због својих веза са Петром Кочићем и браћом Чубриловић Вељком и Васом. Поред ове драме Васкрсије Обрадовић је написао и објавио збирку пјесама под насловом "Пјесме". Издање и штампање били су пишчеви а штампана је у штампарији М. Мијатовића у Приједору 1908. године. Послије рада у школи у Међеђи распоређен је да службује у основној школи у Бањици или селу Тавна како је народ ово село звао због манастира Тавна. Овде је добио и прву ћерку Стојанку која је рођена 1912.
У судским процесима, послије Сарајевског атентата, суђено је и Васкрсију М. Обрадовићу у Зворнику, послије чега је утамничен у Араду, одакле је пуштен 1918. По изласку из логора није прошло много времена када је Васкрсије Обрадовић, измучен и оболио, умро 9. августа 1920. у свом стану који је био у школи. Код манастира Тавна, на тромеђи Зворника, Бијељине и Угљевика, његови бивши ђаци и становништво тог краја подигли су му споменик 1938.